# Airnorth
Airnorth – australijska linia lotnicza z siedzibą w Darwin.